# Élections législatives de 1979 aux Nouvelles-Hébrides
Des élections législatives ont lieu aux Nouvelles-Hébrides en novembre 1979. Il s'agit des troisièmes élections nationales dans le pays, condominium franco-britannique qui se prépare à accéder à l'indépendance. Les élections doivent amener la formation d'un gouvernement assurant la transition finale vers cette indépendance, qui est proclamée en juillet 1980. Le pays devient alors le Vanuatu,.
Deux grands mouvements politiques participent aux élections. Le Vanua'aku Pati (Parti de Notre Terre), à dominante anglophone, a été le moteur du mouvement anticolonial. Face à lui, les francophones, davantage rétifs à une indépendance rapide, et le plus souvent attachés à la relation avec la France, se rassemblent pour la plupart en un Parti fédéral des Nouvelles-Hébrides,,. Par ailleurs, participent à l'élection divers mouvements régionalistes, autonomistes, voire sécessionnistes, souvent partisans du maintien de la 'coutume' (kastom). Tel est le cas des mouvements Nagriamel, John Frum et Kapiel, sur les îles de Tanna et d'Espiritu Santo, sécessionnistes et généralement francophiles ; s'opposant à une indépendance du pays dans son ensemble, qui verrait le pouvoir politique remis aux mains d'une élite à Port Vila, ils font cause commune dans une certaine mesure avec les francophones rétifs à une indépendance immédiate.

## Résultats

### Résultats nationaux
| Parti                    | Parti                                | Voix   | %     | Sièges | +/-           |  |
| ------------------------ | ------------------------------------ | ------ | ----- | ------ | ------------- |  |
|                          | Vanua'aku Pati                       | 28 636 | 60,77 | 25     | 25            |  |
|                          | Parti fédéral des Nouvelles-Hébrides | 5 742  | 12,19 | 5      | Nv            |  |
|                          | Parti modéré                         | 2 731  | 5,80  | 2      | Nv            |  |
|                          | Namangi-Aute                         | 1 985  | 4,21  | 2      | Nv            |  |
|                          | Mouvement John Frum                  | 1 050  | 2,23  | 1      | Nv            |  |
|                          | Kapiel                               | 985    | 2,09  | 1      | Nv            |  |
|                          | Natui Tanno                          | 719    | 1,53  | 1      | Nv            |  |
|                          | Kastom                               | 683    | 1,45  | 0      | Nv            |  |
|                          | Natatok                              | 640    | 1,36  | 0      | 5             |  |
|                          | Tabwemassana                         | 155    | 0,33  | 0      | en stagnation |  |
|                          | Indépendants                         | 3 796  | 8,06  | 2      | en stagnation |  |
|                          |                                      |        |       |        |               |  |
| Votes valides            | Votes valides                        | 47 122 | 99,12 |        |               |  |
| Votes blancs et nuls     | Votes blancs et nuls                 | 418    | 0,88  |        |               |  |
| Total                    | Total                                | 47 540 | 100   | 39     | 1             |  |
| Abstentions              | Abstentions                          | 5 096  | 9,68  |        |               |  |
| Inscrits / participation | Inscrits / participation             | 52 636 | 90,32 |        |               |  |

#### Analyse
Le taux de participation est de 90,3 % des quelque 53 000 inscrits. Le Vanua'aku Pati obtient vingt-six sièges (dont un revenant au mouvement Natuitanno, qui fusionne avec le VP), soit la majorité absolue des trente-neuf sièges à pourvoir au Parlement. Les treize sièges restants sont répartis entre le Parti fédéral, les autonomistes, et deux députés sans étiquette. La majorité des députés porte donc le pasteur Walter Lini, chef du Vanua'aku Pati, au poste de Premier ministre,. Vincent Boulekone, député sans étiquette de l'île de Pentecôte, est quant à lui élu chef de l'opposition parlementaire.

### Résultats par circonscription
Les résultats sont les suivants :
Ambae / Maewo : 3 députés
| Candidat     | Parti | Parti          | Voix | %      | Résultat |
| ------------ | ----- | -------------- | ---- | ------ | -------- |
|              |       |                |      |        |          |
| Onneyn Tahi  |       | VP             | 1184 | 31,2 % | élu      |
| Thomas Tungu |       | Parti modéré   | 815  | 21,4 % | élu      |
| Judah Vira   |       | VP             | 683  | 18,0 % | élu      |
| R. Wilson    |       | VP             | 662  | 17,4 % |          |
| J.H. Bihu    |       | sans étiquette | 453  | 11,9 % |          |

Ambrym : 2 députés
| Candidat      | Parti | Parti | Voix | %      | Résultat |
| ------------- | ----- | ----- | ---- | ------ | -------- |
|               |       |       |      |        |          |
| Amos Andeng   |       | PFNH  | 1163 | 41,5 % | élu      |
| Jack Hopa     |       | VP    | 952  | 34,0 % | élu      |
| Kai Patterson |       | VP    | 685  | 24,5 % |          |

Autres îles du sud : 1 député
| Candidat        | Parti | Parti          | Voix | %      | Résultat |
| --------------- | ----- | -------------- | ---- | ------ | -------- |
|                 |       |                |      |        |          |
| John Naupa      |       | VP             | 515  | 61,1 % | élu      |
| Jean-Marie Léyé |       | Parti modéré   | 257  | 30,5 % |          |
| W. Mete         |       | sans étiquette | 71   | 8,4 %  |          |

îles Banks et Torrès : 2 députés
| Candidat      | Parti | Parti          | Voix | %      | Résultat |
| ------------- | ----- | -------------- | ---- | ------ | -------- |
|               |       |                |      |        |          |
| George Worek  |       | VP             | 866  | 42,5 % | élu      |
| Norman Roslyn |       | VP             | 769  | 37,8 % | élu      |
| A. Laloyer    |       | sans étiquette | 294  | 14,4 % |          |
| Luke Dini     |       | sans étiquette | 108  | 5,3 %  |          |

Éfaté rurale : 3 députés
| Candidat        | Parti | Parti          | Voix | %      | Résultat |
| --------------- | ----- | -------------- | ---- | ------ | -------- |
|                 |       |                |      |        |          |
| Donald Kalpokas |       | VP             | 1362 | 32,1 % | élu      |
| George Kalkoa   |       | VP             | 1266 | 29,6 % | élu      |
| Nanua Albert    |       | VP             | 672  | 15,8 % | élu      |
| M. Tangarasi    |       | sans étiquette | 411  | 9,6 %  |          |
| George Kalsakau |       | Natatok Éfaté  | 300  | 7,1 %  |          |
| Jack Kalotiti   |       | Natatok Éfaté  | 180  | 4,2 %  |          |
| D. Laouto       |       | Natatok Éfaté  | 63   | 1,5 %  |          |

Épi : 1 député
| Candidat       | Parti | Parti        | Voix | %      | Résultat |
| -------------- | ----- | ------------ | ---- | ------ | -------- |
|                |       |              |      |        |          |
| Jack Taritonaa |       | VP           | 840  | 73,0 % | élu      |
| J. Louis       |       | Parti modéré | 311  | 27,1 % |          |

Luganville : 2 députés
| Candidat           | Parti | Parti        | Voix | %      | Résultat |
| ------------------ | ----- | ------------ | ---- | ------ | -------- |
|                    |       |              |      |        |          |
| Georges Cronsteadt |       | Parti modéré | 886  | 38,1 % | élu      |
| Kalmer Vocor       |       | Natuitanno   | 719  | 30,9 % | élu      |
| C. Tamata          |       | VP           | 541  | 23,3 % |          |
| Louis Vatou        |       | Tabwemassana | 155  | 6,7 %  |          |

Malekula : 5 députés
| Candidat        | Parti | Parti          | Voix | %      | Résultat |
| --------------- | ----- | -------------- | ---- | ------ | -------- |
|                 |       |                |      |        |          |
| Jimmy Simeon    |       | VP             | 1366 | 19,6 % | élu      |
| Keith Obed      |       | VP             | 1170 | 16,9 % | élu      |
| Sethy Regenvanu |       | VP             | 1100 | 15,9 % | élu      |
| Gérard Leymang  |       | Namangi-Aute   | 1044 | 15,0 % | élu      |
| Aimé Maléré     |       | Namangi-Aute   | 941  | 13,6 % | élu      |
| A. Rantes       |       | VP             | 804  | 11,6 % |          |
| J.P. Arnhabat   |       | VP             | 244  | 3,6 %  |          |
| S. Shem         |       | sans étiquette | 145  | 2,1 %  |          |
| P. Barthélémy   |       | sans étiquette | 128  | 1,9 %  |          |

Paama : 1 député
| Candidat      | Parti | Parti          | Voix | %      | Résultat |
| ------------- | ----- | -------------- | ---- | ------ | -------- |
|               |       |                |      |        |          |
| Edward Harris |       | VP             | 687  | 70,0 % | élu      |
| D. Isso       |       | PFNH           | 265  | 27,0 % |          |
| H. Collins    |       | sans étiquette | 30   | 3,1 %  |          |

Pentecôte : 3 députés
| Candidat          | Parti | Parti          | Voix | %      | Résultat |
| ----------------- | ----- | -------------- | ---- | ------ | -------- |
|                   |       |                |      |        |          |
| Walter Lini       |       | VP             | 1393 | 34,1 % | élu      |
| Vincent Boulekone |       | sans étiquette | 1042 | 25,5 % | élu      |
| Samuel Bule       |       | VP             | 646  | 15,8 % | élu      |
| J. Melten         |       | VP             | 539  | 13,2 % |          |
| F. Buleuru        |       | Parti modéré   | 462  | 11,3 % |          |

Port-Vila : 4 députés
| Candidat          | Parti | Parti          | Voix | %      | Résultat |
| ----------------- | ----- | -------------- | ---- | ------ | -------- |
|                   |       |                |      |        |          |
| Kalpokor Kalsakau |       | VP             | 1344 | 28,3 % | élu      |
| Guy Prévot        |       | PFNH           | 1293 | 27,2 % | élu      |
| Albert Sande      |       | VP             | 1113 | 23,4 % | élu      |
| Maxime Carlot     |       | sans étiquette | 714  | 15,0 % | élu      |
| P. Wawasse        |       | sans étiquette | 187  | 3,9 %  |          |
| W. Tulangi        |       | Natatok        | 97   | 2,0 %  |          |

Santo rurale : 5 députés
| Candidat      | Parti | Parti | Voix | %      | Résultat |
| ------------- | ----- | ----- | ---- | ------ | -------- |
|               |       |       |      |        |          |
| Alfred Maliu  |       | PFNH  | 830  | 13,9 % | élu      |
| Harry Karaeru |       | PFNH  | 801  | 13,4 % | élu      |
| Thomas Reuben |       | VP    | 767  | 12,8 % | élu      |
| Jole Antas    |       | VP    | 757  | 12,7 % | élu      |
| War Nalan     |       | PFNH  | 755  | 12,6 % | élu      |
| Sela Molisa   |       | VP    | 757  | 12,1 % |          |
| M. Tacetamata |       | VP    | 706  | 11,8 % |          |
| Ravou Panpan  |       | PFNH  | 635  | 10,6 % |          |

îles Shepherd : 2 députés
| Candidat        | Parti | Parti          | Voix | %      | Résultat |
| --------------- | ----- | -------------- | ---- | ------ | -------- |
|                 |       |                |      |        |          |
| Kenneth Tariliu |       | VP             | 853  | 49,4 % | élu      |
| Fred Timakata   |       | VP             | 659  | 38,2 % | élu      |
| W.H. Roy        |       | sans étiquette | 213  | 12,3 % |          |

Tanna : 5 députés
| Candidat      | Parti | Parti               | Voix | %      | Résultat |
| ------------- | ----- | ------------------- | ---- | ------ | -------- |
|               |       |                     |      |        |          |
| Alexis Yolou  |       | Mouvement John Frum | 1050 | 19,1 % | élu      |
| Willie Korisa |       | VP                  | 994  | 18,1 % | élu      |
| Charley Nako  |       | Kapiel              | 968  | 17,6 % | élu      |
| John Louhman  |       | VP                  | 959  | 17,4 % | élu      |
| Gideon Nampas |       | VP                  | 831  | 15,1 % | élu      |
| T. Naprapor   |       | « Kastom »          | 683  | 12,4 % |          |
| P. Saba       |       | Kapiel              | 17   | 0,3 %  |          |

## Suites
Alexis Yolou, député de Tanna pour le mouvement John Frum, est tué le 11 juin 1980 à l'âge de 30 ans, presque certainement assassiné par des activistes du Vanua'aku Pati en raison de son militantisme contre l'indépendance et en faveur du séparatisme des îles Taféa,. Jean-Marie Léyé, de l'Union des partis modérés, remporte l'élection partielle pour ce siège le 2 septembre 1982,.
En juillet 1980, au moment de l'indépendance du pays, Ati George Sokomanu, député d'Éfaté pour le Vanua'aku Pati, démissionne du Parlement pour être élu président de la République. Dick Poilapa, du Vanua'aku Pati, remporte l'élection partielle pour ce siège le 26 août 1982,.
Georges Cronsteadt et Guy Prévot, respectivement député de Luganville pour l'Union des Partis modérés et député de Port-Vila pour le Parti fédéral des Nouvelles-Hébrides, qui ont la nationalité française, sont déchus et expulsés du pays par le gouvernement en août 1980 après la répression du mouvement sécessionniste sur Espiritu Santo, que la France est accusée d'avoir soutenu. Sela Molisa et Barak Sopé, tous deux du Vanua'aku Pati, remportent respectivement ces sièges lors des élections partielles le 31 août et le 26 août 1982,.
Entre septembre et novembre 1980 se tiennent les procès des participants à la sécession de Santo. Trois députés sont condamnés à des peines de prison ferme : Alfred Maliu et Albert Ravutia cinq ans chacun et Aimé Maléré deux ans et demi. L'ancien député Jimmy Stevens est quant à lui condamné à quatorze ans et demi de prison. Le député Thomas Tungu est condamné à deux ans de prison ferme pour recel de biens volés à Luganville pendant la sécession. Le député, pasteur et chef coutumier Amos Andeng, de l'île d'Ambrym, est arrêté à son tour à la fin de l'année 1980, et condamné lui aussi à une peine de prison ferme pour complicité dans les événements sécessionnistes à Santo,. Enfin, au début de l'année 1981, le député Charlie Nako est condamné à une peine de prison avec sursis pour incitation à l'émeute et participation à des émeutes à Tanna ; le futur député et futur président de la République Jean-Marie Léyé est condamné à cette même occasion à un an de prison ferme pour incitation à la sécession à Tanna. Charlie Nako se retrouve alors seul député d'Opposition au Parlement, « tous les autres membres de l'Opposition parlementaire étant soit en prison, soit interdits de retour au pays, soit mort ».